# Dorotheea Petre
Dorotheea Petre, född 9 januari 1981 i Bukarest, är en rumänsk skådespelare.
Hon växte upp i Eforie vid Svarta havskusten. Efter att ha gått gymnasiet i Constanța studerade hon vid Nationaluniversitetet för teater och filmkonst "Ion Luca Caragiale" i Bukarest. Hon debuterade i filmen Ryna från 2005 och har sedan dess deltagit i ett flertal uppmärksammade rumänska filmproduktioner. Internationell uppmärksamhet fick hon efter rollen som Eva Matei i Cătălin Mitulescus långfilmsdebut Så firade vi jordens undergång.

## Filmografi

### Långfilmer
- 2005: Ryna
- 2006: Så firade vi jordens undergång
- 2008: Mar nero
- 2009: L'enfance d'Icare
- 2010: The Whistleblower
- 2010: La soluzione migliore
- 2014: Vineri searã
- 2015: The Miracle of Tekir
- 2018: Yet to Rule
- 2020: Don't Read This on a Plane

### Kortfilmer
- 2010: 2, 3... go!
- 2010: Muzica in Sange
- 2011: Sinucide-ma!
- 2017: Alice
- 2021: Poate intunericul ma va acoperi

## Utmärkelser
- 2005: Bästa debut, för rollen som Ryna i filmen med samma namn, vid Transsylvaniens internationella filmfestival.
- 2006: Un certain regard-priset för rollen som Eva i Så firade vi jordens undergång.